# Cat Scratch Fever
Cat Scratch Fever är ett album av Ted Nugent, utgivet 1977 på Epic. Det är Nugents tredje album i ordningen och nådde plats 14 på albumlistan i Sverige. 1999 återutgavs albumet på CD som då inkluderade 2 bonusspår.

## Låtlista
Samtliga låtar är skrivna av Ted Nugent om inget annat anges.
1. "Cat Scratch Fever" - 3:41
2. "Wang Dang Sweet Poontang" - 3:17
3. "Death by Misadventure" - 3:31
4. "Live It Up" (Ted Nugent, Derek St. Holmes) - 4:02
5. "Home Bound" - 4:43
6. "Workin' Hard, Playin' Hard" - 5:44
7. "Sweet Sally" - 2:34
8. "A Thousand Knives" - 4:48
9. "Fist Fightin' Son of a Gun" - 2:51
10. "Out of Control" - 3:26
11. "Cat Scratch Fever" (Live) – 4:52 (Bonusspår på CD-utgåvan)
12. "Wang Dang Sweet Poontang" (Live) – 5:44 (Bonusspår på CD-utgåvan)

## Medverkande
- Ted Nugent – gitarr, sång
- Derek St. Holmes – gitarr, sång
- Rob Grange – bas, sång
- Cliff Davies– trummor, sång

### Övriga medverkande
- Alan Spenner, Boz Burrell, Rory Dodd bakgrundssång
- Montego Joe, Tom Werman slagverk

## Listplaceringar
| År   | Land           | Lista         | Plats | Ref   |
| ---- | -------------- | ------------- | ----- | ----- |
| 1977 | Sverige        | Albumlistan   | 14    | [ 2 ] |
| 1977 | Storbritannien | Albumlistan   | 28    | [ 3 ] |
| 1977 | USA            | Billboard 200 | 17    | [ 4 ] |